# Agente speciale 117 al servizio della Repubblica - Missione Cairo
Agente speciale 117 al servizio della Repubblica - Missione Cairo (OSS 117: Le Caire, nid d'espions) è un film del 2006 diretto da Michel Hazanavicius.
Si tratta di una rivisitazione in chiave comica del personaggio di OS 117, qui interpretato da Jean Dujardin, agente segreto protagonista di un'omonima serie di romanzi scritti da Jean Bruce, già portata per sette volte al cinema tra il 1957 e il 1970: l'umorismo deriva sia dall'omaggio-parodia ai film di spionaggio dell'epoca che dall'atteggiamento comicamente sciovinista e ottuso del protagonista.
Il successo di critica e pubblico ha dato vita a due seguiti con la medesima formula, uno nel 2009 e l'altro nel 2021.

## Trama
1955. La Quarta Repubblica francese presieduta da René Coty guarda con apprensione i recenti sviluppi al Cairo dopo la presa del potere da parte del generale Nasser: la scomparsa di una nave sovietica carica di armi, la Karpov, e l'omicidio di uno dei loro migliori agenti, Jack Jefferson, li fa a inviare sul posto l'agente speciale 117, alias Hubert Bonisseur de la Bath, un vecchio amico di Jack, con il quale durante la seconda guerra mondiale aveva sottratto i piani dei V2 ai nazisti.
117 fa la conoscenza dell'assistente di Jack, l'egiziana Larmina El Akmar Betouche, che cerca subito di conquistare, fedele alla propria indole di donnaiolo, fallendo però a causa dell'antipatia suscitata dalla propria paternalistica ignoranza verso la cultura e il Paese di lei, culminata quando aggredisce un muezzin il cui canto non lo faceva dormire, convinto si trattasse di un comune disturbatore della quiete. Al Cairo, 117 si trova catapultato in mezzo ad agenti sotto copertura dei servizi segreti di mezzo mondo, estremisti musulmani che vogliono rovesciare il generale Nasser (le Aquile di Cheope), incappucciati che uccidono testimoni-chiave ed eredi dello spodestato re Fārūq decisi a tornare sul trono, come la voluttuosa Al Tarouk.
Nel corso delle indagini, 117 si infiltra tra le Aquile di Cheope, scoprendo che il loro imam sta aizzando una jihād in risposta all'oltraggio al muezzin, ma viene smascherato da Larmina, una di loro. Lasciato ad affogare nel canale di Suez, vi scopre i resti del padre di Larmina, creduto morto anni prima in un incidente e in realtà ucciso a tradimento dal rivale, l'imam. Viene poi catturato di nuovo assieme all'egiziana da una spia che si rivela essere un ufficiale della Wehrmacht in cerca di vendetta per il furto dei piani dei V2, ma nemmeno lui parrebbe aver ucciso Jack. Sfuggito alle grinfie dei nazisti murandoli dentro la piramide di Cheope, 117 rivela a Larmina la verità sul padre e lei decide di aiutarlo a fermare l'imam, cominciando inoltre a vedere l'agente in una luce migliore. Giunti dove dovrebbero venir consegnate le armi per l'insurrezione, vengono sorpresi dall'incappucciato, che si rivela essere Jack, il quale ha finto la sua morte per disertare e vendere il carico della Karpov al miglior offerente. Jack viene freddato da Al Tarouk (a sua volta uccisa da 117) come vendetta per aver sostenuto la causa delle Aquile di Cheope invece di quella della famiglia reale, mentre Larmina si occupa dell'imam, scambiando poi un bacio con 117 intanto che sullo sfondo la Karpov salta in aria con tutte le armi.

## Promozione
Il trailer in italiano è stato pubblicato il 12 giugno 2021 dal canale della I Wonder Pictures.

## Distribuzione
Il film è stato distribuito da Gaumont nelle sale cinematografiche francesi a partire dal 19 aprile 2006. È stato distribuito nelle sale cinematografiche italiane dal 1º luglio 2021 da I Wonder Pictures.

## Accoglienza

### Incassi
Il film è stato un grande successo al botteghino francese. Ha registrato oltre 2 milioni di spettatori, incassando l'equivalente di 21,7 milioni di dollari a fronte di un budget di 14 milioni di euro.

### Critica
È stato accolto molto calorosamente da parte della critica: oltre alla comicità e all'interpretazione di Dujardin, l'elemento più apprezzato del film è stata la sua fedele ricostruzione stilistica del cinema di spionaggio europeo degli anni '50 e '60 di cui è la parodia.
Libération scrive: «incredibilmente curato e intelligente, passando dalla linea chiara a Blake Edwards, il film stupisce dall'inizio alla fine per la sua coerenza, il suo stile e le sue trovate comiche varie e sfumate». Roger Ebert gli assegna tre stelle su quattro, paragonandolo a L'aereo più pazzo del mondo e Top Secret!

## Riconoscimenti
- 2007 - Premio César
  - Migliore scenografia a Maamar Ech-Cheikh
  - Candidatura per il migliore attore a Jean Dujardin
  - Candidatura per il miglior adattamento a Jean-François Halin e Michel Hazanavicius
  - Candidatura per il migliore fotografia a Guillaume Schiffman
  - Candidatura per i migliori costumi a Charlotte David
- 2006 - Seattle International Film Festival
  - Golden Space Needle Award al miglior film
- 2006 - Tokyo International Film Festival
  - Grand Prix al miglior film